# Premio Arte Laguna
Los Premios Arte Laguna (en italiano Premi Arte Laguna) es un galardón a artistas emergentes dentro del arte contemporáneo en Italia. Tiene lugar en el Arsenal y los espacios de exposición del TIM Centro Futuro, de la ciudad de Venecia (Italia) creados con el fin de promover y reconocer a artistas contemporáneos. Los primeros años surgieron para premiar a artistas emergentes que se presentan  pagando una inscripción, por lo que cualquier creador pudo presentarse al Premio. El reconocimiento se divide en disciplinas: Pintura, escultura e instalación, fotografía de Bellas Artes, videoarte, performance, arte virtual, arte digital (desde el año 2011), land art, diseño (desde el año 2018) y arte urbano (desde el año 2017).

## Historia
El Premio Internacional fue organizada por primera vez en 2006 por la Asociación cultural italiana del MoCA (Arte Contemporáneo Moderno). El jurado es internacional y está compuesto por prestigiosos directores de bienales, museos y fundaciones de arte contemporáneo, comisarios independientes y críticos de arte. 
En la exposición de finalistas en el año 2016, los artistas de cuarenta y cuatro naciones estuvieron representados.
Durante las primeras ediciones, las secciones de competición eran pintura y arte fotográfico. 
Para la edición del año 2010, fue otorgado por el presidente de Italia llamado Giorgio Napolitano.

## Premios

### Institucionales
La organización premia con diferentes para varias secciones y disciplinas. En las últimas ediciones al profesionalizar el Premio e incrementar la cuantía del mismo los Premios se dividen en tres grandes otorgados a:
- Gran Premio Arte Laguna de Pintura.
- Gran Premio Arte Laguna de Escultura, Instalación y Land Art.
- Gran Premio Arte Laguna de Videoarte, Fotografía y Performance.

En las primeras ediciones se otorgaron Premios individuales por cada disciplina como Premio de Pintura, Premio de Escultura e Instalación, Premio de Arte Virtual, Premio de Arte fotográfico, Premio de Gráfico Digital, Premio de Videoarte, Premio de Performance, Premio de Land Art y el Premio de Arte Urbano.

### Especiales
En los diferentes Premios de Arte Laguna se han otorgado diferentes como participaciones en eventos e internacionales o exposiciones de carácter nacional o internacional. Los ganadores del Premio Arte Laguna y algunos finalistas son recibidos y expuestos en cada edición en el Arsenal de Venecia.

## Ediciones

### Decimocuarta Edición (2019-2020)
- Jurado: Iwona Blazwick, directora de Whitechapel Gallery. Karel Boonzaaijer, Valentino Catricalà, Aldo Cibic, Erin Dziedzic, Zhao Li, Riccardo Passoni, Vasili Tsereteli, Igor Zanti.

### Decimotercera Edición (2018-2019)
- Patronaje: Ministerio de Asuntos Exteriores, el Ministerio de Patrimonio Cultural, el Veneto Región, el Municipio de Venice, el Ca' Foscari Universidad de Venice, el Instituto europeo de Diseño.
- Secciones de premio: Pintura, Escultura e Instalación y Arte Virtual, Arte Fotográfico y Gráfico Digital, Arte de Vídeo y Cortometrajes y Rendimiento, Arte de Tierra / de Arte Medioambiental y Arte Urbano, Diseño (con el soporte de Antrax).
- Jurado: Igor Zanti, Filippo Andreatta, Flavio Arensi, Alfonso Femia, Mattias Givell, Eva Gonzàlez-Sancho, Richard Noyce, Simone Pallotta, Danilo Premoli, Enrico Stefanelli, Alessandra Tiddia, Vasili Tsereteli, Maxa Zoller.
- Premios especiales: "Artista en Premios" de Residencia (Sueño Abierto, Lanificio Paoletti, GLO'ARTE, Espronceda, Basu Fundación para las Artes, Granja Parque Cultural, Maradiva Cultural Residency, Centrale Fies, Nuart Festival), "Artista en Premios" de Galería (Galerie Isabelle Lesmeister, Vàrfok Galéria, Galería de Anís, Jonathan Ferrara Galería), "Festival y Premios" de Exposiciones (Arte Nova 100, Festival de Estancias del Arte, TraVellArt di Arte Comunicaciones, Photolux Festival), "Negocio Para Premios" de Arte (Fraccaro Spumadoro, Tesitura Luigi Bevilacqua, 47 Anno Domini, Maglificio Giordano es), "Sostenibilidad y Premio" de Arte: ARS (Sostenibilidad de Reutilización del Arte) de plástico (con (Ca' Foscari Universitario y COREPLA), "Premios de Seguidores & de Plataforma" de Arte (La Fundación de Espíritu del Arte, Biafarin[3]).
- Exposición colectiva: Arsenale de Venice de Marcha 30 al 25 de abril de 2019, 120 finalistas.
- Ganadores: 
  - Pintura: Ryszard Szozda, Polonia
  - Escultura e Instalación y Arte Virtual:  Jean-Philippe Côté, Canadá
  - Arte fotográfico y Gráfico Digital: Silvia Montevecchi, Italia
  - Videoarte y Performance: Ginevra Panzetti y Enrico Ticconi, Italia
  - Arte de tierra y Arte Urbano: Jad El Khoury, Líbano
  - Diseño: Elena Colombo, Italia

### 2017-2018 Edición
- Patronaje: Ministero por i Beni e le Attività Culturali, Ministero degli Affari Esteri, Regione del Veneto, Comune di Venezia, Città Metropolitana di Venezia, IED Istituto Europeo di Diseño, Università Cà Foscari di Venezia, Cámara di Commercio di Venezia.
- Secciones de premio: Pintura, Escultura e Instalación y Arte Virtual, Arte Fotográfico y Gráfico Digital, Arte de Vídeo y Cortometrajes y Rendimiento, Arte de Tierra / de Arte Medioambiental y Arte Urbano
- Jurado: Igor Zanti, Domenico De Chirico, Caroline Corbetta, Denis Curti, Nicolangelo Gelormini, Emanuele Montibeller, Simone Pallotta, Nadim Samman, Manuel Segade, Ekaterina Shcherbakova, Eva Wittocx.
- Premios especiales: "Artista en Premios" de Residencia (Arte Sella, Granja Parque Cultural, El Swatch Hotel de Paz del Arte, Murano Vaso ArtResidency, Maradiva Cultural Residency, Basu Fundación para las Artes, GLO'ARTE, Espronceda, Serigrafia Artistica Fallani,  Arte de San Francisco Residency, El Departamento de Arte - Casa dell'Arte Artistas Internacionales' Residency), "Artista en Premios" de Galería (Galerie Isabelle Lesmeister, Galería Fernando Santos, Chelouche Galería para Arte Contemporáneo),  "Festival ed Esposizioni" Premios (Arte Nova 100, Festival de Estancias del Arte, Abierto - Esculturas y Exposición de instalaciones), "Negocio Para Premios" de Arte (Biafarin, Manifattura Zanetto, Artmajeur), "Sostenibilidad y Premio" de Arte: ARS (Sostenibilidad de Reutilización del Arte) de vaso (Università Ca'Foscari, CoReVe).
- Exposición colectiva: Arsenale de Venice y Tim Centro Futuro de Marcha 17 al 8 de abril de 2018, 115 finalistas.
- Ganadores: 
  - Pintura: Alessandro Fogo, Italia
  - Escultura e Instalación y Arte Virtual: Yukawa-Nakayasu, Japón
  - Arte fotográfico y Gráfico Digital: Rojo Sache, España
  - Videoarte y Performance: Paula Tyliszczak, Polonia
  - Arte de tierra y Arte Urbano: Gonzalo Borondo, España

### 2016-2017 Edición
- Patronaje: Ministero por i Beni e le Attività Culturali, Ministero degli Affari Esteri, Regione del Veneto, Comune di Venezia, Provincia di Venezia, IED Istituto Europeo di Diseño, IUAV di Venezia, Università Cà Foscari di Venezia, Fondazione Musei Civici di Venezia, Cámara di Commercio di Venezia, Provincia di Treviso, Ascom Treviso
- Secciones de premio: Pintura, Escultura e Instalación, Arte Fotográfico, Arte de Vídeo y Rendimiento, Arte Virtual y Gráfico Digital, Arte de Tierra / de Arte Medioambiental
- Jurado: Igor Zanti, Flavio Arens, Manuel Borja-Villel, Tamara Chalabi, Paolo Colombo, Suad Garayeva, Ilaria Gianni, Nav Haq, Emanuele Montibeller, Fatos Ustek, Alma Zevi.
- Premios especiales: "Artista en Premios" de Residencia (Arte de San Francisco Residency, El Departamento de Arte - Casa dell'Arte Artistas Internacionales' Residency, GLO'ARTE, Taipéi Pueblo de Artista, Fondazione Berengo, Espronceda, Basu Fundación para las Artes, Serigrafia Artistica Fallani, Salvadori Arte - Fonderia artistica), "Artista en Premios" de Galería (Salamatina Galería, Galerie Isabelle Lesmeister, Galeria Fernando Santos, ARTE re.FLEX Galería, Chelouche Galería para Arte Contemporáneo),  "Festival ed Esposizioni" Premios (Arte Nova 100, Festival de Estancias del Arte, Abierto - Esculturas y Exposición de instalaciones), "Negocio Para Premios" de Arte (Rima Camas & de Sofá, Papillover fondo de arte, Eurosystem, Deglupta, Biafarin), "Sostenibilidad y Premio" de Arte:  Papel RRR (la reutilización Recicla Reducir) cuando Arte y Diseño (Università Ca'Foscari, Comieco)
- Exposición colectiva: Arsenale de Venice y Tim Centro Futuro de Marcha 25 al 9 de abril de 2017, 125 finalistas.
- Ganadores: 
  - Pintura: Elías Peña Salvador, Spagna
  - Escultura e Instalación: Elena Bertuzzi & Laure Chatrefou, Italia & Francia
  - Arte fotográfico: María Gabriela Chirinos, Venezuela
  - Videoarte y Performance: Eliza Soroga, Grecia
  - Arte virtual y Digital: Cerro Kobayashi, Giappone
  - Arte de tierra: Branko Stanojević & Milena Strahinović, Serbia

### 2015-2016 Edición
- Patronaje: Ministero por i Beni e le Attività Culturali, Ministero degli Esteri, Regione del Veneto, Comune di Venezia, Provincia di Venezia, IED Istituto Europeo di Diseño, IUAV Venice, Cà Foscari Universidad Venice, Fondazione Musei Civici Venice, Cámara di Commercio Venice, Provincia di Treviso, Ascom Treviso
- Secciones de premio: Pintura, Escultura e Instalación, Arte Fotográfico, Arte de Vídeo y Rendimiento, Arte Virtual y Digital, Arte de Tierra
- Jurado: Igor Zanti, Miguel Amado, Anna Bernardini, Barbara Boninsegna, Denis Curti, Enrico Fontanari, Suad Garayeva, Vasili Tsereteli, Sabrina Furgoneta der Ley, Simone Verde, Bettina von Dziembowski
- Premios especiales: Artista de Premios Especiales en Residencia (Basu Fundaciones para las Artes, Artísticos Serigraphy Fallani, Fundición Artística Battaglia, Espronceda, Berengo Fundación, Taipéi Pueblo de Artista, El Swatch Hotel de Paz del Arte), el premio Especial Abierto @– Venice, Arte Nova 100 - Beijing, Festival de Estancias del Arte - Eslovenia; Artista de Premios Especiales en Galería (Gaia Galería, Estambul; Galerie Isabelle Lesmeister, Regensburg; Galeria Fernando Santos, Porto; ARTE re.[4] FLEX Galería, Santo Petersburg).
- Negocio Para Premios de Arte: Riva 1920, Pas de Colorete, La Tordera[5][6]
- Exposición colectiva: Arsenale de Venice, de Marcha 19 al 3 de abril de 2016, 120 artistas de finalista.
- Ganadores:[7]
  - Pintura: Alexander Dashevskiy, Rusia
  - Escultura e Instalación: Farid Rasulov, Azerbaiyán
  - Arte fotográfico: Thomas Friedrich Schäfer, Alemania
  - Videoarte y Performance: Ian Wolter, Reino Unido
  - Arte virtual y Digital: Nicolas Maigret, Francia
  - Arte de tierra: Elise Eeraerts, Bélgica

### 2014-2015 Edición
- Patronaje: Ministero por i Beni e le Attività Culturali, Ministero degli Esteri, Regione del Veneto, Comune di Venezia, Provincia di Venezia, IED Istituto Europeo di Diseño, IUAV Venice, Cà Foscari Universidad Venice, Fondazione Musei Civici Venice, Cámara di Commercio Venice, Provincia di Treviso, Ascom Treviso
- Secciones de premio: Pintura, Escultura e Instalación, Arte Fotográfico, Arte de Vídeo y Rendimiento, Arte Virtual y Digital, Arte de Tierra
- Jurado: Igor Zanti, Claudio Bertorelli, Simone Frangi, Franck Gautherot, Chus Martinez, Bartolomeo Pietromarchi, Domenico Quaranta, Veeranganakumari Solanki, Philippe Furgoneta Cauteren, Jonathan Watkins, Roberto Zancan
- Premios especiales: Artista de Premios Especiales en Residencia (Basu Fundación para las Artes, Artísticos Serigraphy Fallani, Fundición Artística Battaglia, Escuela de Vaso Calma Zanetti, Estancias de Arte), el premio Especial Abierto @– Venice, Arte Nova 100 - Beijing
- Negocio Para Premios de Arte: Riva 1920, Pas de Colorete, La Tordera
- Exposición colectiva: Arsenale de Venice, de Marcha 21 al 5 de abril de 2015, 120 artistas de finalista.
- Ganadores:
  - Pintura: Noemi Staniszewska, Polonia
  - Escultura e Instalación: Christine Kettaneh, Líbano
  - Arte fotográfico: Christopher Sims, Estados Unidos
  - Videoarte y Performance: Gilles Fontolliet, Suiza
  - Arte virtual y Digital: Roberto Fassone, Italia
  - Arte de tierra: Andrew Amigo, Reino Unido

### 2013-2014 Edición
- Patronaje: Ministero por i Beni e le Attività Culturali, Ministero degli Esteri, Regione del Veneto, Comune di Venezia, Provincia di Venezia, IED Istituto Europeo di Diseño, IUAV Venice, Cà Foscari Universitario Venice.
- Secciones de premio: Pintura, Escultura e Instalación, Arte Fotográfico, Arte de Vídeo y Rendimiento, Arte Virtual y Digital.
- Jurado: Igor Zanti, Enrico Bettinello, Silvia Ferri de Lazara, Victoria Lu, Domenico Quaranta, Veeranganakumari Solanki, Miguel Amado, Sabrina Furgoneta Der Ley, Andrea Viliani, Jonathan Watkins, Claudia Zanfi.
- Premios especiales: Artista de Premios Especiales en Residencia (Loft Miramarmi, Fundición Artística Battaglia, India ARTresidency en colaboración con Technymon, Norimberga ARTresidency, Escuela de Vaso Calma Zanetti, Estancias de Arte), el premio Especial Abierto @– Venice, Arte Nova 100 - Beijing, Innovador Interactivo Visita encima Telecomunicación Italia Centro Futuro - Venice.
- Negocio Para Premio de Arte: Riva 1920
- Exposición colectiva: Arsenale de Venice, de Marcha 22 al 6 de abril de 2014, 110 artistas de finalista.
- Ganadores:
  - Pintura: Bianca De Gier, El Netherlands
  - Escultura e Instalación: Elaine Byrne, Irlanda
  - Arte fotográfico: Victoria Campillo, España
  - Videoarte y Performance: Apiyo Amolo, Kenia
  - Virtuale Y Arte Digital: Émilie Brout & Maxime Marion, Francia

### 2012-2013 Edición
- Patronaje: Ministero por i Beni e le Attività Culturali, Regione del Veneto, Comune di Venezia, Provincia di Venezia, Istituto Europeo di Diseño, IUAV di Venezia, Università Ca' Foscari di Venezia.
- Secciones de premio: Pintura, Escultura e Instalación, Arte Fotográfico, Arte de Vídeo y Rendimiento, Arte Virtual-iFope.
- Jurado: Umberto Angelini, Gabriella Belli, Gabriella Belli, Adam Budak, Cecilia Freschini, Mario Gerosa, Kanchi Mehta, Sabine Schaschl, Felix Schöber, Claudia Zanfi, Igor Zanti.
- Premios especiales: Artista de Premios Especiales en Residencia (Technymon India ARTresidency, Loft Miramarmi, Escuela de Vaso Calma Zanetti, Estancias de Arte, Arte de Beijing Residency en colaboración con Laboratorio-Yit, iaab), el premio Especial Abierto @– Internazional Exposición de Esculturas e Instalaciones, Venice.
- Negocio Para Premio de Arte: FOPE Gioielli
- Exposición colectiva: Arsenale de Venice, de Marcha 16 a Marcha 31, 2013, 110 artistas de finalista.[8]
- Ganadores:	
  - Pintura: Ivelisse Jiménez
  - Escultura e Instalación: Costantine Zlatev
  - Arte fotográfico: Richard Ansett
  - Arte virtual: Zer Nirit

### 2011-2012 Edición
- Patronaje: Ministero degli Affari Esteri, Provincia di Treviso, Comune di Venezia, Municipalità di Venezia, ASCOM Treviso.
- Secciones de premio: Pintura, Escultura, Arte Fotográfico, Arte de Vídeo y Rendimiento, Arte Virtual.
- Jurado Premios Institucionales: Alessio Antoniolli, Chiara Barbieri, Gabriella Belli, Ilaria Bonacossa, Soledad Gutiérrez, Kanchi Mehta, Ludovico Pratesi, Maria Savarese, Ralf Schmitt, Alma Zevi, Igor Zanti.
- Premios especiales: Artista de Premios Especiales en Residencia (Technymon India ARTresidency, Loft Miramarmi, Escuela de Vaso Calma Zanetti, Estancias de Arte, Carlo Zauli Museo, iaab), Premio Especial "Tina b.", el premio Especial "Abre Arte Comunicación", Exposiciones Personales en una red de 27 galerías.
- Negocio Para Premio de Arte: Premio Especial "STILE Diseño Original"
- Exposición colectiva: Arsenale de Venice, de Marcha 17 al 1 de abril de 2012, 110 artistas de finalista.
- Ganadores:[9][10]
  - Pintura: Cristina Gardumi
  - Escultura: Simone Bubbico
  - Arte fotográfico: Torsten Schumann
  - Videoarte y Performance: Luis Bezeta
  - Arte virtual: Amelia Zhang

### 2010-2011 Edición
- Patronaje: Ministero degli Affari Esteri, Regione del Veneto, Istituto Europeo di Diseño.
- Secciones de premio: Pintura, Escultura, Arte Fotográfico, Arte de Vídeo, Rendimiento.
- Jurado Premios Institucionales: Chiara Barbieri, Rossella Bertolazzi, Monika Burian, Gianfranco Maraniello, Luca Panaro, Ludovico Pratesi, Maja Skerbot, Valentina Tanni, Matteo Zauli, Kristian Jarmuschek, Igor Zanti.
- Premios especiales: Artista de Premios Especiales en Residencia (Escuela de Vaso Calma Zanetti, Claudio Buziol Fundación, Carlo Zauli Museo, Estancias de Arte), Premio Especial "Tina b.", el premio Especial "Abre Arte Comunicación", Habitación de Prensa "de Premio Especial", Exposiciones Personales en una red de 34 galerías.
- Negocio Para Premio de Arte: "ReiL"
- Exposición colectiva: Arsenale de Venice, de Marcha 12 a Marcha 22, 2011, 180 artistas de finalista.
- Ganadores:	
  - Pintura: Miazbrothers
  - Escultura: Daniele Geminiani
  - Arte fotográfico: Lottie Davies
  - Arte de vídeo: IOCOSE
  - Artes escénicas: La Badini collettivo perforante

### 2009 Edición
- Patronaje: Ministero degli Affari Esteri, Regione del Veneto, Istituto Europeo di Diseño.
- Secciones de premio: Pintura, Escultura, Arte Fotográfico.
- Jurado Premios Institucionales: Igor Zanti, Rossella Bertolazzi, Viviana Siviero, Alessandro Trabucco, Stefano Coletto; Lorenzo Respi.
- Premios especiales: el premio Especial "Coge por el Ojo, Salva en el Corazón 2010", Londres; Exposición Colectiva en los Institutos Culturales italianos en Viena y Praga; Exposiciones Personales en una red de 19 galerías.
- Negocio Para Premio de Arte: "Fondo de arte Tenuta S. Anna"
- Exposición colectiva: Arsenale de Venice, de Marcha 6 a Marcha 27, 2010, 180 artistas de finalista.
- Ganadores:
  - Pintura: Sergio Padovani
  - Escultura: Olga Schigal
  - Arte fotográfico: Dean Oeste

### 2008 Edición
- Patronaje: Provincia di Treviso, Provincia di Venezia, Regione del Veneto, Istituto Europeo di Diseño
- Secciones de premio: Pintura, Escultura, Arte Fotográfico
- Jurado Premios Institucionales: Igor Zanti, Annalisa Rosso, Carlo Sala, Viviana Siviero,Gloria Vallese Rossella Bertolazzi, Marcello Carriero, Laurent Fabry, Ilaria Piccioni, Giovanni Bianchi, Ilaria Simeoni
- Premios especiales: Arte de Interior "de Premio Especial", Radio de Premio "Especial Imago", Premio Especial Seroxcult.com, Premio Especial "Photosapiens.com", Premio Especial "Jurado Virtual", Exposiciones Personales en una red de 12 galerías.
- Negocio Para Premio de Arte: "Capo d'Ópera"
- Exposición colectiva: Brolo Centro d'Arte e Cultura, Mogliano Veneto, 18 octubre - 2 de noviembre de 2008 (30 pintando finalistas), Fondazione Benetton Studi e Ricerche, Treviso, 4@–19 de octubre de 2008 (30 finalistas de escultura), Local de Exposición "En Paradiso", Giardini della Biennale di Venezia, 22 octubre - 2 de noviembre de 2008 (30 arte fotográfico finalistas).
- Ganadores: 	
  - Pintura: Pierluigi Febbraio
  - Escultura: Dania Zanotto
  - Arte fotográfico: Paolo Angelosanto

### Segunda Edición (2007)
- Patronaje: Provincia di Treviso, Regione del Veneto, Accademia di Belle Arti di Venezia Venice
- Secciones de premio: Pintura, Arte Fotográfico
- Jurado Premios Institucionales: Michele Chiole (Silla de Jurado), Corrado Cecconato, Emilio Lippi, Igor Zanti, Carlo Sala, Elisabetta Donaggio, Christine Poli, Ilaria Simeoni.
- Premios especiales: Premio Especial "Galleria Polin", Premio Especial "Wannabee Galería de Arte", Premio Especial "Galleria Paci Arte", Premio Especial "3D Arte Galería", Premio Especial "Jurado Virtual".
- Exposición colectiva: Museo de Caterina de la Santa, Treviso 7@–28 de septiembre de 2007, Palazzo Scotti, Treviso 19@–31 de octubre de 2007, Viajando Exposición, Mogliano Veneto, 10 noviembre - 2 de diciembre de 2007, Brolo Centro d'Arte e Cultura en Mogliano Veneto, 25 noviembre - 2 de diciembre de 2007, Galleria III Millennio, Venice 12@–29 de diciembre de 2007
- Ganadores:
  - Pintura: Michela Pedron
  - Arte fotográfico: Michael Kai

### Primera Edición (2006)
- Patronaje: Provincia de Treviso, Región del Veneto, Accademia di Belle Arti di Venezia, Venecia
- Secciones Premio: Pintura
- Jurado Premios Institucionales: Rita Fazzello, Roberto Zamberlan, Corrado Castellani, Lucia Majer e Igor Zanti
- Premios especiales: Premio Especial "Fragancia de mujer"
- Exposición colectiva: Brolo Centro de Arte y  Cultura en Mogliano Veneto (Treviso)
- Ganadores: Laura Pozzar